# Библиотека Кёпрюлю
Библиотека Кепрюлю (тур. Köprülü Kütüphanesi) — первая частная библиотека Османской империи, созданная представителями рода Кёпрюлю.

## Строение
Возведение библиотеки связывают с именем великих визирей Мехмеда и Фазила Ахмеда Кёпрюлю в период правления султана Мехмеда IV. Строительство библиотеки под руководством главного придворного архитектора Касым-аги продолжалось с 1659 до 1667. Здание библиотеки выполнено из камня и кирпича, оно расположено в небольшом саду и с трех сторон окружено улицами. Купольная крыша лежит на восьмиугольном основании.
С каждой стороны здания на нижнем уровне расположены по одному, а на верхнем уровне по два окна, а на стороне напротив входа на нижнем и верхнем уровнях находятся по три окна. Внутреннее пространство здания освещается этими окнами. Над окнами установлены спицы с прямоугольными косяками. Косяки, которые расположены на внешней стороне, сделаны из известняка, а внутренние — из мрамора. Внутренняя поверхность купола и пандантивы украшены надписями и узорами. Среди узоров коричневого, черного и красного цвета внимание привлекают C — и S-образные формы. Реставрацию здания библиотеки проводили в 1872 и 1911 годах.

## Наполнение
Под организацию книгохранилища был создан специальный фонд — «вакиф», то есть «благотворительная организация». На момент открытия библиотеки Кёпрюлю, ее персонал состоял из двух библиотекарей, одного переплетчика и охранника. Книги выдавались на длительный срок не только в частные дома Стамбула, но даже в другие провинции империи. Число пожертвованных книг от семьи Кёпрюлю, в частности Мехмеда, Фазила Ахмеда, Хафиза Ахмеда и Мехмеда Асима было очень большим. Их коллекция состояла из более чем 1 тысячи книг и 2775 рукописей на турецком, арабском и персидском языках, а также 1,5 тысячи печатных работ.

## Современность
Библиотека находится на улице Диваниолу, в семте Чемберлиташ, напротив мавзолея султана Махмуда II (исторический округ Эминеню), рядом с комплексом мечети Мехмеда Кёпрюлю.
Всю коллекцию описывает трехтомный каталог, а организация книг и манускриптов выполнено при помощи десятичной классификации Дьюи. Библиотека Кёпрюлю работает с 08:00 до 17:00, кроме понедельника и воскресенья.